# Flugplatz Porga

i8
i11
i13
Der Flugplatz Porga (französisch Aérodrome de Porga, ICAO-Code: DBBO) ist ein Flugplatz im westafrikanischen Land Benin. Er ist benannt nach dem Dorf Porga, das als Teil des Arrondissements Dassari zur Kommune Matéri im Département Atakora gehört und etwa 3 Kilometer in westlicher Richtung entfernt liegt. Südlich des Flugplatzes, etwa 10 Kilometer entfernt, verläuft die Fernstraße RNIE3, die nach kurzer Distanz nordwärts nach Burkina Faso führt.